# وعي ذاتي

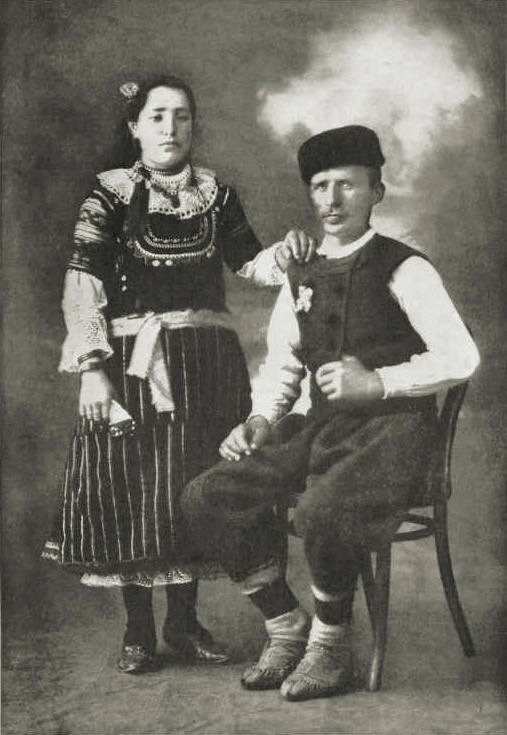

الوعي الذاتي هو إحساس حاد بوعي الذات. فهو الانشغال بالذات، وهو مغاير للحالة الفلسفية الوعي بالذات، والتي هي الوعي بالوجود ككائن منفرد؛ بالرغم من أن بعض الكتاب يستخدمون كلا المصطلحين كبديلين أو كمترادفين. قد يحدث شعور غير سار من الوعي الذاتي عندما يحس الفرد أنه يُراقب أو يُلاحظ، الشعور بأن «الجميع ينظر» إلى الذات. بعض الناس عادة أكثر وعيًا بالذات من غيرها. شعور الوعي الذاتي غير السار يكون مصحوبًا أحيانًا بالخجل أو الزور. ووفقًا لشوبنهاور من الممكن أن يختار الشخص، من خلال الوعي الذاتي، بين إثبات أو إنكار الإرادة.

## الضعف
عند الشعور بالوعي الذاتي، يصبح الفرد مدركًا لأفعاله الشخصية حتى الدقيق منها. وهذا الإدراك يضعف قدرة الفرد على القيام بالأفعال المعقدة منها ما يكون غير جائز أو مسموح به وهو واع ومقتنع بالأضرار .
يعتقد أن فترة المراهقة هي وقت ازدياد الوعي الذاتي. قد يكون الشخص ذو الميول الحاد للوعي الذاتي خجولاً أو الانطواء.

## علم النفس
خلافًا للوعي بالذات، الذي هو في السياق الفلسفي الوعي بالذات ككائن منفرد، يمكن أن يكون الوعي الذاتي، كوعي زائد بمظهر أو سلوك الشخص، مشكلة في بعض الأحيان. يرتبط الوعي الذاتي غالبًا بالخجل والحرج، وقد ينتج في مثل هذه الحالة نقص الاعتزاز بالنفس وقلة احترام الذات. وفي سياق إيجابي، قد يؤثر الوعي الذاتي على تنمية الهوية، حيث إنه أثناء فترات الوعي الذاتي الزائد هي التي يقترب الأشخاص فيها بشدة لمعرفة أنفسهم بموضوعية. يؤثر الوعي الذاتي على الأشخاص بدرجات مختلفة، حيث يكون بعض الأشخاص في حالة مراقبة أو اهتمام مستمر بالذات، في حين يكون الآخرون في حالة غفلة تامة عن الذات.
يفرق علماء النفس كثيرًا بين نوعين من الوعي الذاتي، هما الخاص والعام. الوعي الذاتي الخاص هو الميل إلى التأمل الباطني وفحص الذات والمشاعر الداخلية. الوعي الذاتي العام هو الوعي بالذات كما يراها الآخرون. وقد يؤدي هذا النوع من الوعي الذاتي إلى المراقبة الذاتية والقلق الاجتماعي. وينظر إلى كل من الوعي الذاتي الخاص والعام على أنه صفات للشخصية مستقرة نسبيًا بمرور الوقت، ولكنها غير مرتبطة. ولا يعني كون الفرد فائقًا في أحد الأبعاد أن يكون فائقًا في الآخر.
تؤثر مستويات الوعي الذاتي المختلفة على السلوك، حيث إنه شائع لدى الأشخاص أن يتصرفوا باختلاف عندما «يفقدون أنفسهم في زحام». حيث إن التواجد في زحام، أو في حجرة مظلمة، أو ارتداء قناع يخلق الغفلية ويقلل بشكل مؤقت من الوعي الذاتي (انظر الإمعية). يمكن أن يؤدي هذا إلى سلوك مستهتر، ومدمر في بعض الأحيان.